# Incusa

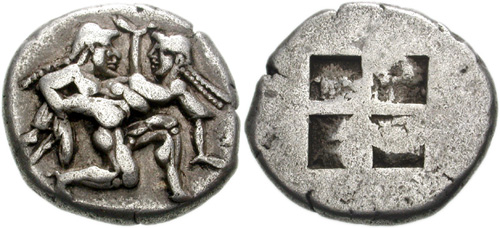
Estatero de plata de Thasos (Tracia), c. 500-463 a. C. Anverso: Sátiro y ninfa. Reverso: Cuadrado incuso.

Una incusa (del latín: incussa, ""golpeada o labrada con martillo"), principalmente en monedas o medallas, es un elemento de diseño grabado (inscripción, motivo u otro) que está rebajado con respecto al plano de la pieza.
Es una técnica más bien rara, pocas veces utilizada, frente al método de "relieve" debido a la dificultad de golpear con claridad y la vida útil más corta de los troqueles.

## Cuadrado incuso

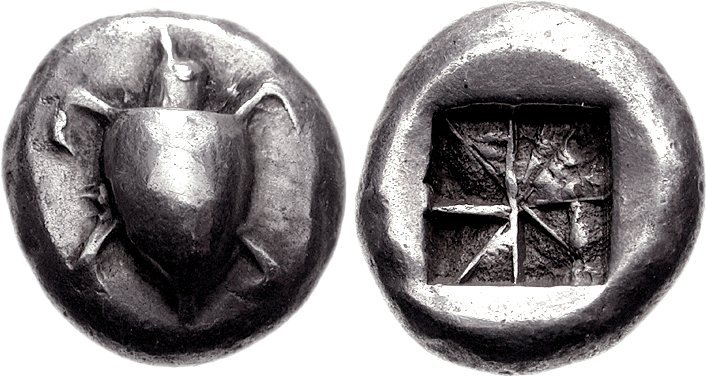
Cuadrado incuso en estatero de plata de Egina.

Este tipo de acuñación que lleva un cuadrado rehundido es típico de las primeras etapas de la acuñación griega arcaica.
En el anverso (acuñación de yunque) aparece el símbolo distintivo de la ciudad, mientras que en el reverso, la acuñación de martillo tiene una forma geométrica (cuadrada) que empuja el metal hacia el yunque. La moneda presentaba así una imagen en una cara y un cuadrado incuso en la otra. En una variante temprana, la acuñación de yunque lleva un tipo, sin embargo la forma es cuadrada y no cubre toda la superficie de la moneda.
Las primeras monedas acuñadas en Lidia en el siglo VII a. C. se realizaron con la técnica del cuadrado incuso.

## Moneda incusa

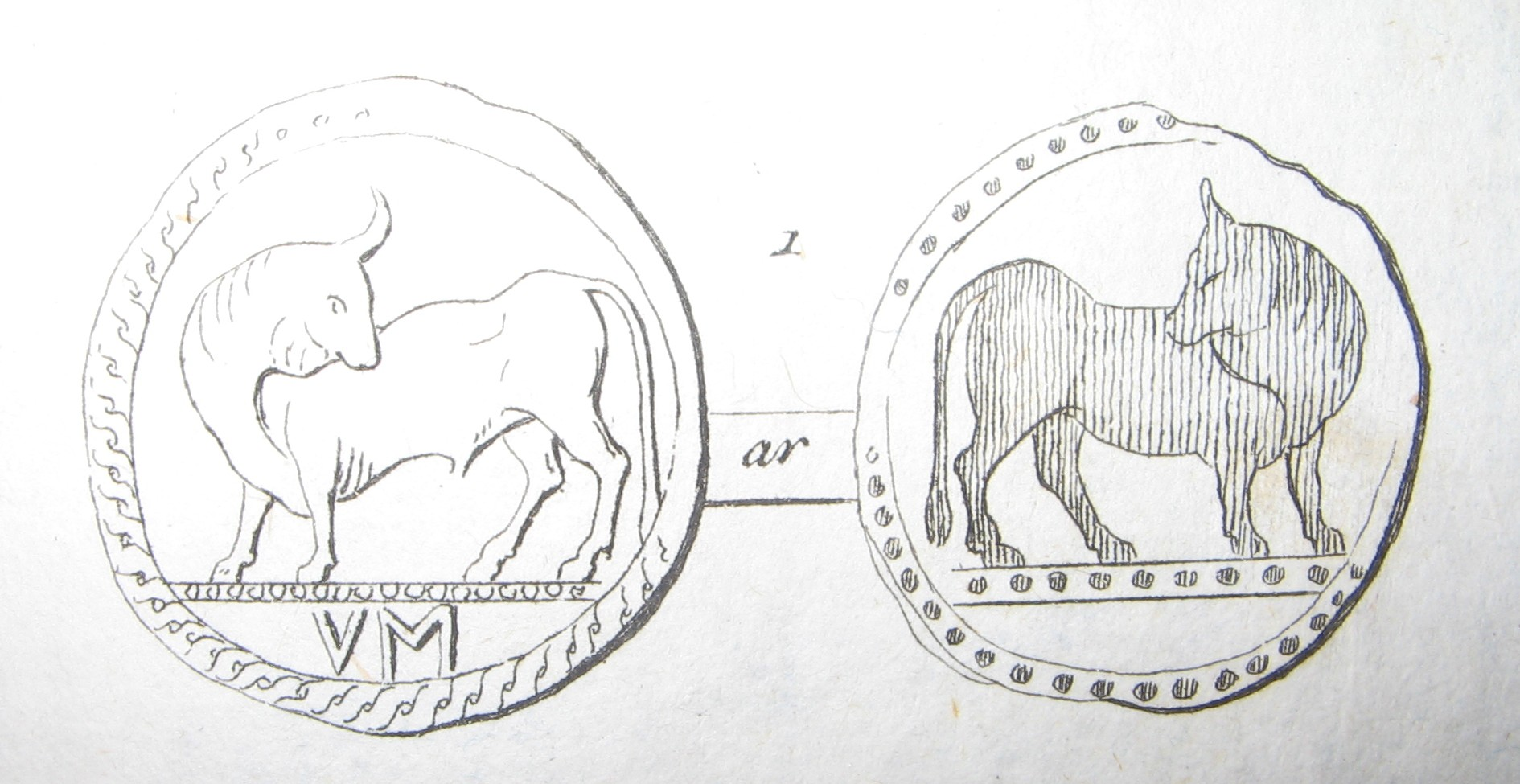
Moneda incusa en un estatero de Síbaris. Anv.: Toro que mira hacia atrás, ΣΥ retrógrado en caracteres arcaicos en el exergo. Rev.: Toro que mira hacia atrás, pero en incusa.

Esta expresión indica una acuñación particular de algunas ciudades del sur de Italia. Estas monedas presentaban el anverso en relieve y en el reverso, en incusa, una imagen estilizada similar a la del anverso. El significado de este tipo de acuñación no está claro. Las monedas fueron acuñadas entre el siglo VI a. C. y elsiglo V a. C., principalmente por ciudades de la costa jónica o por colonias fundadas por ellas. 
Los estudios más recientes sitúan el inicio de la acuñación de monedas incusas en Sibaris en torno al 530 a. C., admitiendo así una conexión de las monedas incusas con sus orígenes en la Lidia de Creso y, sobre todo, con la llegada de Pitágoras a Italia.
Las ciudades con las acuñaciones más relevantes son:
- Síbaris
- Metaponto
- Crotona
- Caulonia
- Poseidonia
- Laos
- Tarento

|                           |
| Moneda incusa de Caulonia |

|                          |
| Moneda incusa de Crotona |

|                          |
| Moneda incusa de Síbaris |

## Otras monedas incusas
- Por errores de acuñación, puede darse el caso que una moneda ya acuñada permanezca en el troquel de acuñación y la nueva moneda recibirá entonces la impresión de la primera moneda en una cara y el troquel de acuñación en la otra.
- Algunas monedas modernas, especialmente las de metales preciosos, pueden llevar leyendas grabadas en el canto .